# Глен-Берні (Меріленд)
Глен-Берні (англ. Glen Burnie) — переписна місцевість (CDP) в США, в окрузі Енн-Арундел штату Меріленд. Населення — 72 891 особа (2020).

## Географія
Глен-Берні розташований за координатами 39°9′23″ пн. ш. 76°36′25″ зх. д. / 39.15639° пн. ш. 76.60694° зх. д. (39.156271, -76.606996).  За даними Бюро перепису населення США в 2010 році переписна місцевість мала площу 46,71 км², з яких 44,86 км² — суходіл та 1,85 км² — водойми.

### Клімат
| Клімат : Глен-Берні                                 | Клімат : Глен-Берні | Клімат : Глен-Берні | Клімат : Глен-Берні | Клімат : Глен-Берні | Клімат : Глен-Берні | Клімат : Глен-Берні | Клімат : Глен-Берні | Клімат : Глен-Берні | Клімат : Глен-Берні | Клімат : Глен-Берні | Клімат : Глен-Берні | Клімат : Глен-Берні | Клімат : Глен-Берні |
| Показник                                            | Січ.                | Лют.                | Бер.                | Квіт.               | Трав.               | Черв.               | Лип.                | Серп.               | Вер.                | Жовт.               | Лист.               | Груд.               | Рік                 |
| Абсолютний максимум, °C                             | 23,9                | 26,1                | 31,7                | 34,4                | 37,8                | 39,4                | 41,1                | 40,6                | 37,8                | 37,2                | 30,0                | 25,0                | 41,1                |
| Середній максимум, °C                               | 5,2                 | 7,2                 | 12,0                | 18,1                | 23,3                | 28,3                | 30,7                | 29,5                | 25,5                | 19,3                | 13,6                | 7,4                 | 18,4                |
| Середній мінімум, °C                                | −4,2                | −3                  | 0,8                 | 5,9                 | 11,1                | 16,6                | 19,3                | 18,4                | 14,2                | 7,4                 | 2,5                 | −2,2                | 7,3                 |
| Абсолютний мінімум, °C                              | −21,7               | −19,4               | −15,6               | −6,7                | 0,0                 | 4,4                 | 10,0                | 7,2                 | 1,7                 | −3,9                | −10,6               | −17,8               | −21,7               |
| Середня кількість сонячних годин на місяць          | 155,4               | 164,0               | 215,0               | 230,7               | 254,5               | 277,3               | 290,1               | 264,4               | 221,8               | 205,5               | 158,5               | 144,5               | 2581                |
| Норма опадів, мм                                    | 77                  | 74                  | 99                  | 81                  | 101                 | 88                  | 103                 | 84                  | 102                 | 85                  | 84                  | 86                  | 1064                |
| Днів з опадами                                      | 10,2                | 8,9                 | 10,4                | 10,8                | 11,4                | 10,6                | 10,0                | 8,6                 | 8,5                 | 8,2                 | 8,7                 | 9,9                 | 116,2               |
| Днів зі снігом                                      | 3,5                 | 2,8                 | 1,1                 | 0,1                 | 0                   | 0                   | 0                   | 0                   | 0                   | 0                   | 0,3                 | 1,7                 | 9,5                 |
| Вологість повітря, %                                | 63.2                | 61.3                | 59.2                | 58.9                | 66.1                | 68.4                | 69.1                | 71.1                | 71.3                | 69.5                | 66.5                | 65.5                | 65.8                |
| --------------------------------------------------- | ------------------- | ------------------- | ------------------- | ------------------- | ------------------- | ------------------- | ------------------- | ------------------- | ------------------- | ------------------- | ------------------- | ------------------- | ------------------- |
| Джерело: NOAA (relative humidity and sun 1961–1990) |                     |                     |                     |                     |                     |                     |                     |                     |                     |                     |                     |                     |                     |

## Демографія
Згідно з переписом 2010 року, у переписній місцевості мешкало 67 639 осіб у 26 496 домогосподарствах у складі 16 827 родин. Густота населення становила 1448 осіб/км².  Було 28013 помешкання (600/км²).
Расовий склад населення:
| - 66,4 % — білих - 22,0 % — чорних або афроамериканців - 4,0 % — азіатів - 0,4 % — корінних американців - 0,2 % — вихідців з тихоокеанських островів - 3,5 % — осіб інших рас |

До двох чи більше рас належало 3,6 %. Частка іспаномовних становила 7,9 % від усіх жителів.
За віковим діапазоном населення розподілялося таким чином: 22,3 % — особи молодші 18 років, 66,1 % — особи у віці 18—64 років, 11,6 % — особи у віці 65 років та старші. Медіана віку мешканця становила 35,9 року. На 100 осіб жіночої статі у переписній місцевості припадало 94,9 чоловіків;  на 100 жінок у віці від 18 років та старших — 92,3 чоловіків також старших 18 років.
Середній дохід на одне домашнє господарство  становив 74 930 доларів США (медіана — 61 966), а середній дохід на одну сім'ю — 84 081 долар (медіана — 72 389). Медіана доходів становила 52 263 долари для чоловіків та 42 194 долари для жінок. За межею бідності перебувало 8,8 % осіб, у тому числі 10,0 % дітей у віці до 18 років та 7,3 % осіб у віці 65 років та старших.
Цивільне працевлаштоване населення становило 35 545 осіб. Основні галузі зайнятості: освіта, охорона здоров'я та соціальна допомога — 21,7 %, науковці, спеціалісти, менеджери — 13,1 %, роздрібна торгівля — 12,3 %.